# Бушунга
Бушунга — упразднённое село в Бурейском районе Амурской области России. Исключено из учётных данных в 1974 году.

## География
Село располагалось на левом берегу реки Бурея в месте впадения в неё реки Большая Бушунга, на расстоянии примерно 18 километров (по прямой) к северо-востоку от села Долдыкан.

## История
Село возникло в 1915 году. По данным на 1916 год участок Бушунгинский состоял из 8 дворов (население составляло 46 человек) и входил в состав Буренской волости 7-го стана Амурского уезда Амурской области.
По данным 1926 года в Бушунге имелось 3 хозяйства (2 крестьянского типа и 1 прочих) и проживало 16 человек (7 мужчин и 9 женщин). В национальном составе населения преобладали русские. В административном отношении входил в состав Куликовского сельсовета Завитинского района Амурского округа Дальневосточного края.
Решением Амурского исполкома от 7 июня 1974 года № 253, село Бушунга исключено из учётных данных как несуществующее.